# Sharpsburg (Iowa)
Pour les articles homonymes, voir Sharpsburg.
Sharpsburg est une ville du comté de Taylor, en Iowa, aux États-Unis. Elle est fondée en 1884 et incorporée le 25 avril 1905. 

## Source de la traduction
- (en) Cet article est partiellement ou en totalité issu de l’article de Wikipédia en anglais intitulé « Sharpsburg, Iowa » (voir la liste des auteurs).